# Stortjärnen (Stöde socken, Medelpad)
Stortjärnen är en sjö i Sundsvalls kommun i Medelpad och ingår i Ljungans huvudavrinningsområde. Sjön har en area på 0,217 kvadratkilometer och ligger 353,2 meter över havet. Sjön avvattnas av vattendraget Viskansbäcken.

## Delavrinningsområde
Stortjärnen ingår i det delavrinningsområde (693286-153526) som SMHI kallar för Utloppet av Norrsjön. Medelhöjden är 322 meter över havet och ytan är 12,78 kvadratkilometer. Det finns inga avrinningsområden uppströms utan avrinningsområdet är högsta punkten. Viskansbäcken som avvattnar avrinningsområdet har biflödesordning 2, vilket innebär att vattnet flödar genom totalt 2 vattendrag innan det når havet efter 74 kilometer. Avrinningsområdet består mestadels av skog (81 procent). Avrinningsområdet har 0,92 kvadratkilometer vattenytor vilket ger det en sjöprocent på 7,2 procent.